# Cobitis strumicae
Cobitis strumicae је зракоперка из реда Cypriniformes.

## Угроженост
Ова врста је наведена као последња брига, јер има широко распрострањење и честа је врста.

## Распрострањење
Ареал врсте покрива средњи број држава. 
Врста је присутна у следећим државама: Грчка, Турска, Бугарска, Србија, Румунија и Македонија.

## Станиште
Станиште врсте су слатководна подручја. 
Врста је присутна на подручју река које се изливају у Црно море и Егејско море.